# William B. Lenoir
Pour les articles homonymes, voir Lenoir.
William Benjamin Lenoir dit Bill Lenoir est un astronaute américain né le 14 mars 1939 à Miami, mort le 26 août 2010 à Albuquerque, des suites d'un accident de vélo.

## Vols réalisés
Il réalise un unique vol à bord de la Navette spatiale Columbia, soit la mission STS-5, le 11 novembre 1982, en tant que spécialiste de mission.